# Eiga Delicious Party Pretty Cure - Yume miru okosama lunch!
Eiga Delicious Party ♡ Pretty Cure - Yume miru ♡ okosama lunch! (映画 デリシャスパーティ♡プリキュア 夢みる♡お子さまランチ！?, Eiga Derishasu Pāti ♡ Purikyua Yume miru ♡ okosama ranchi!, Eiga Delicious Party ♡ Precure Yume miru ♡ okosama lunch!, lett. "Delicious Party ♡ Pretty Cure - Il film: Un sognante ♡ pranzo per bambini!") è un film del 2022 diretto da Akifumi Zako.
È il trentunesimo film d'animazione tratto dal franchise Pretty Cure di Izumi Tōdō e l'unico della diciannovesima serie Delicious Party ♡ Pretty Cure.

## Trama
Yui e le sue amiche visitano Dreamia, un nuovo parco divertimenti aperto ad Oishīna Town con attrazioni ispirate ai cibi più amati dai bambini. Nel frattempo Kome-Kome e le altre fatine Energy del cibo vengono invitate a pranzo da Kettoshī, il direttore del parco. Dopo che Rosemary viene improvvisamente tramutato in un pupazzo, le Pretty Cure decidono di indagare sul segreto che si cela dietro Dreamia.

## Personaggi esclusivi del film
Kettoshī (ケットシー?, Kettoshī)
È il direttore del parco divertimenti Dreamia.
Robot (ロボット?, Robotto)

## Oggetti magici
Dreamia Ring (ドリミアリング?, Dorimia Ringu)
È un anello donato agli ospiti del parco divertimenti Dreamia.
In Giappone, quando è uscito il film, i Dreamia Ring sono stati realmente distribuiti al pubblico nelle sale.

## Trasformazioni e attacchi
- Precious Eternal Dreamia (プレシャス・エターナル・ドリミア?, Pureshasu Etānaru Dorimia): è l'attacco di Cure Precious utilizzando il Party Candle Tact. A fine attacco Cure Precious e Kome-Kome esclamano "Grazie per il cibo!" (「ごちそうさまでした！」?, "Gochisousama deshita!").

## Luoghi
Dreamia (ドリーミア?, Dorīmia)
È il nuovo parco divertimenti aperto ad Oishīna Town. L'obiettivo del parco è quello di rendere eterni i sorrisi dei bambini.

## Colonna sonora
| Nº | Titolo CD | Numero tracce | Data uscita       |
| -- | --- | ------------- | ----------------- |
| 1  | Youkoso, okosama ♡ Dreamia / Let's! fun fun time! (ようこそ、お子さま♡ドリーミア／レッツ！ ｆｕｎ ｆｕｎ ｔｉｍｅ！?)                                                        | 4             | 21 settembre 2022 |
| 2  | Eiga Delicious Party ♡ Precure - Yume miru ♡ okosama lunch! - Original Soundtrack (映画 デリシャスパーティ♡プリキュア 夢みる♡お子さまランチ！ オリジナル・サウンドトラック?) | 29            | 21 settembre 2022 |

### Sigle
La sigla originale di apertura è composta da Misaki Umase con il testo di Mike Sugiyama, mentre quella di chiusura da Izumi Mori con il testo di Shōko Ōmori.
Sigla di apertura
- Cheers! Delicious Party ♡ Precure (Ｃｈｅｅｒｓ！デリシャスパーティ♡プリキュア?), cantata da Machico

Sigla di chiusura
- Youkoso, okosama ♡ Dreamia (ようこそ、お子さま♡ドリーミア?), cantata da Moeha Nochimoto

## Cortometraggio
Watashi dake no okosama lunch (わたしだけのお子さまランチ?, Watashi dake no okosama ranchi, lett. "Il mio pranzo per bambini") è un corto di circa otto minuti con protagoniste le Pretty Cure della diciannovesima, diciottesima, diciassettesima e sedicesima serie, proiettato alla fine del film.
Il corto vede le protagoniste di Delicious Party Pretty Cure conoscere e interagire con le protagoniste delle tre serie passate mentre tutte cucinano all'interno del Restaurant Theatre Pretty Cure.
La sigla di coda è Let's! fun fun time! (レッツ！ ｆｕｎ ｆｕｎ ｔｉｍｅ！?), cantata da Rie Kitagawa e Machico.

## Distribuzione
Il film è stato proiettato per la prima volta nelle sale cinematografiche giapponesi il 23 settembre 2022.